# Folgosa (Armamar)
Folgosa é uma povoação portuguesa sede da Freguesia de Folgosa do Município de Armamar, freguesia com 4,8 km² de área e 334 habitantes (censo de 2021), tendo, por isso, uma densidade populacional de 69,6 hab./km².
É a freguesia mais a norte do seu município estando situada na margem esquerda do rio Douro.
Folgosa teve foral atribuído por D. Sancho I em 1188. Pertenceu ao Concelho de Barcos até às reformas do liberalismo no século passado.
A paisagem envolvente é dominada pelo rio, que corre a seus pés, e pelas quintas onde se produz o famoso vinho do porto. Mesmo ao lado está uma das maiores de todo o Douro: a Quinta dos Frades. A Quinta da Folgosa, como antigamente era chamada, pertenceu ao Mosteiro de Salzedas por doação desde 1256 (daí a posterior designação de Quinta dos Frades). Após a extinção das ordens religiosas, a quinta foi arrematada em hasta pública a 6 de novembro de 1841 pelo 1.º barão da Folgosa, Jerónimo de Almeida Brandão e Sousa. Em 1911, produzia então 300 pipas de vinho, passou a pertencer ao comendador Delfim Ferreira. Para além da Quinta dos Frades merece também referência outra, a Quinta da Penha, que ficou submersa pelas águas do Douro aquando da construção da Barragem de Bagaúste.
Do património da freguesia fazem parte: a igreja paroquial, da Sra. da Graça, a capela de Santa Bárbara, a capela de Sta. Teresinha (particular), capela de S. Bernardo (Quinta dos Frades) e a capela de Sta. Rita (Quinta da Redoída ou do Porto). Para além deste património religioso a Folgosa teve em tempos Casa da Roda onde se recolhiam crianças recém-nascidas abandonadas.
A economia de Folgosa desenvolve-se em torno da agricultura com o cultivo das vinhas e dos olivais. Encostada ao Douro, é na Folgosa que se produzem uvas de excelente qualidade para os vinhos do porto e douro. A indústria também assume algum relevo: existem indústrias transformadoras de óleo de azeite e destilação de vinhos.
Em Folgosa foi construído um cais para acostagem de embarcações de pequeno, médio e grande porte. Numa iniciativa do Instituto Portuário e do Transportes Marítimos, esta obra pode ser aproveitada para captar para o Município o grande número de turistas que percorrem o Douro de barco. É uma infraestrutura que tem tanto de bonito como pode vir a ter de importante no desenvolvimento do turismo em Armamar.

## Demografia
A população registada nos censos foi:
| Distribuição da População por Grupos Etários | Distribuição da População por Grupos Etários | Distribuição da População por Grupos Etários | Distribuição da População por Grupos Etários | Distribuição da População por Grupos Etários |
| -------------------------------------------- | -------------------------------------------- | -------------------------------------------- | -------------------------------------------- | -------------------------------------------- |
| Ano                                          | 0-14 Anos                                    | 15-24 Anos                                   | 25-64 Anos                                   | > 65 Anos                                    |
| 2001                                         | 68                                           | 84                                           | 275                                          | 76                                           |
| 2011                                         | 59                                           | 39                                           | 226                                          | 104                                          |
| 2021                                         | 24                                           | 29                                           | 163                                          | 118                                          |

## Património
- Marco granítico n.º 83